# 台湾三十三観音霊場
台湾三十三観音霊場（たいわんさんじゅうさんかんのんれいじょう）は、台湾の台北市・新北市・基隆市・新竹市・台中市・南投県・台南市・高雄市に点在する観音霊場のこと。三十三か所を巡る巡礼行の札所である。
永昌寺の住職東海亮道が発起となり1997年に開創された。霊場は永昌寺先代住職、東海宜誠に縁のある寺を中核に選ばれた。札所となった寺には彫刻家亀谷政代司による観音像、「孝養観音」がおかれた。
しかし、東海亮道和尚ら主要組織者の死後、台湾三十三観音霊場は次第に管理が疎かになり、さまざまな事情で台湾33観音から退出した寺も多い。
2024年2月20日、日本百観音の招きを受け、一般財団法人国際文教慈善基金会は、台湾仏教の国際化のため、「台湾日本33観音国際連盟」記者会見を開催し、各界の支持を得て、台湾33観音を正式に結成しました。世界各地からの観光客が多く台湾のお寺のことを知って、台湾の人と触れ合う温かさを体験することができるように。また、人々が観音菩薩とともに充実した人生を歩んだ心の巡礼になってほしい。観世音菩薩の愛と慈悲を永遠に伝えることを祈念します。

## 霊場一覧
| 札所   | 山号   | 寺           | 読み                     | 宗派   | 霊場本尊                                         | 所在地        |
| ------ | ------ | ------------ | ------------------------ | ------ | ------------------------------------------------ | ------------- |
| 第1番  | 月眉山 | 靈泉禪寺     | りょうせんぜんじ         | 曹洞宗 | 釈迦如来                                         | 基隆市信義区  |
| 第2番  |        | 仙洞巖最勝寺 | せんとうがんさいしょうじ | 臨濟宗 | 觀音菩薩與釋迦牟尼佛                             | 基隆市中山區  |
| 第3番  | 鎮南山 | 臨濟寺       | りんざいじ               | 臨濟宗 | 釈迦牟尼仏                                       | 台北市中山区  |
| 第4番  |        | 湧泉寺       | ゆうせんじ               |        | 釈迦牟尼仏                                       | 台北市内湖区  |
| 第5番  |        | 普濟寺       | ふさいじ                 | 臨濟宗 | 観音菩薩                                         | 臺北市北投区  |
| 第6番  |        | 台北法華寺   | たいぺいほっけじ         | 日蓮宗 | 観音菩薩                                         | 台北市萬華区  |
| 第7番  |        | 十普寺       | じっぷじ                 | 臨濟宗 | 釋迦如來                                         | 台北市中正区  |
| 第8番  |        | 廣修禪寺     | こうしゆうぜんじ         |        | 釈迦牟尼仏                                       | 新北市汐止区  |
| 第9番  |        | 善導庵       | ぜんどうあん             |        | 釈迦牟尼仏                                       | 新北市新莊区  |
| 第10番 | 觀音山 | 凌雲禪寺     | りょううんぜんじ         | 臨濟宗 | 千手観音菩薩                                     | 新北市五股区  |
| 第11番 |        | 金剛禪寺     | こんごうぜんじ           | 臨濟宗 | 釋迦牟尼佛，觀世音菩薩                           | 桃園市桃園区  |
| 第12番 |        | 潮音禪寺     | ちょうおんぜんじ         |        | 寶佛（釋迦牟尼佛、藥師佛、阿彌陀佛）             | 新竹県關西鎮  |
| 第13番 |        | 聖雲寺       | しょううんじ             |        | 釈迦牟尼仏                                       | 新竹縣橫山鄉  |
| 第14番 |        | 大佛王寺     | だいぶつおうじ           | 淨土宗 | 千手観音菩薩                                     | 新竹県 竹北市 |
| 第15番 |        | 三灣彌陀寺   | 三わんみだてら           | 淨土宗 | 千手観音菩薩                                     | 苗栗県三灣鄉  |
| 第16番 |        | 大慈山萬緣寺 | だいじさんまんえんじ     | 淨土宗 | 釈迦牟尼仏                                       | 苗栗県県      |
| 第17番 |        | 廣願地藏寺   | こうがんじぞうてら       | 臨濟宗 | 地藏菩薩                                         | 台中市西屯区  |
| 第18番 |        | 淨覺學苑     | じょうかくがくえん       |        | 釈迦牟尼仏                                       | 台中市豐原区  |
| 第19番 |        | 埔里圓通寺   | ほりえんつうじ           | 淨土宗 | 釈迦牟尼仏                                       | 南投県埔里鎮  |
| 第20番 |        | 玉佛寺       | ぎょくぶつじ             |        | 釈迦牟尼仏                                       | 南投県埔里鎮  |
| 第21番 |        | 佛光寺       | ぶっこうてら             |        | 千手観音菩薩                                     | 南投県埔里鎮  |
| 第22番 |        | 玄奘寺       | げんじょうじ             |        | 釈迦牟尼仏                                       | 南投県魚池鄉  |
| 第23番 |        | 真巖寺       | しんがんじ               | 臨濟宗 | 阿弥陀仏                                         | 南投県國姓鄉  |
| 第24番 |        | 妙泉寺       | みようせんじ             |        | 釈迦牟尼仏                                       | 南投県國姓鄉  |
| 第25番 |        | 修德禪寺     | しゅとくぜんじ           | 臨濟宗 | 三宝佛(中国語版)（釈迦牟尼仏、薬師仏、阿弥陀仏） | 台南市塩水区  |
| 第26番 |        | 接天禪寺     | せってんじ               | 臨濟宗 | 釈迦牟尼仏                                       | 台南市新化区  |
| 第27番 |        | 楠西萬佛寺   | なんせいまんぶつてら     |        | 三宝佛(中国語版)（釈迦牟尼仏、薬師仏、阿弥陀仏） | 台南市楠西区  |
| 第28番 |        | 淨修禪院     | じょうしゅぜんいん       | 臨濟宗 | 釈迦牟尼仏                                       | 台南市仁徳区  |
| 第29番 |        | 法華寺       | ほっけじ                 | 曹洞宗 | 三宝佛(中国語版)（釈迦牟尼仏、薬師仏、阿弥陀仏） | 台南市中西区  |
| 第30番 |        | 竹溪寺       | ちくけいじ               | 臨濟宗 | 三宝佛(中国語版)（釈迦牟尼仏、薬師仏、阿弥陀仏） | 台南市南区    |
| 第31番 |        | 光德寺       | こうとくじ               | 臨濟宗 | 釈迦牟尼仏                                       | 高雄市阿蓮区  |
| 第32番 | 大岡山 | 龍湖庵       | りゅうこあん             | 臨濟宗 | 三宝佛(中国語版)（釈迦牟尼仏、薬師仏、阿弥陀仏） | 高雄市阿蓮区  |
| 第33番 | 大岡山 | 超峰寺       | ちょうぶじ               | 臨濟宗 | 観音菩薩                                         | 高雄市阿蓮区  |